# Der Fall Jägerstätter
Der Fall Jägerstätter ist ein österreichisch-deutscher Fernsehfilm aus dem Jahr 1971. Regie führte Axel Corti nach einem Drehbuch von Hellmut Andics. Der Film war eine Gemeinschaftsproduktion von ORF und ZDF. Es ist die Verfilmung des Lebens des österreichischen Landwirts Franz Jägerstätter (1907–1943), der als Kriegsdienstverweigerer im Zweiten Weltkrieg wegen „Wehrkraftzersetzung“ zum Tode verurteilt und hingerichtet wurde. Die Erstausstrahlung erfolgte am 11. April 1971 im ORF und im ZDF.

## Handlung
Der Landwirt und Familienvater Franz Jägerstätter lebt im oberösterreichischen St. Radegund, er besitzt eine kleine Landwirtschaft und ist Mesner der örtlichen Kirche. Jägerstätter lehnt das nationalsozialistische Regime vehement ab und steht zu seiner stark ausgeprägten katholischen Religiosität. Am 23. Februar 1943 erhält er die Einberufung zur Wehrmacht nach Enns, wo er sich am 1. März meldet. Jägerstätter verweigert jedoch den Wehrdienst, er begründet seine Entscheidung damit, dass er als Christ einem ungerechten Regime nicht dienen könne und an einem verbrecherischen Krieg nicht teilnehmen dürfe. Er lehnt es ab, die Verantwortung für die Angelegenheiten des Staates der Obrigkeit zu überlassen, trotz des Rats seiner Freunde. Nach seiner persönlichen Ansicht kann ihm kein Mensch – kein „Führer“ und kein Bischof – die Verantwortung für sein Tun abnehmen. Er steht mit dieser Entscheidung allein gegen seine Familie, gegen sein Dorf, gegen seine Kirche da. Im Jahr 1943 wird der dreifache Vater durch das Reichskriegsgericht zum Tode verurteilt, er wird am 9. August 1943 im Zuchthaus Brandenburg enthauptet.